# Waldpark Tham Luang – Khun Nam Nang Non
Der Waldpark Tham Luang – Khun Nam Nang Non (Tham Luang – Khun Nam Nang Non Forest Park) (Thai: วนอุทยานถ้ำหลวง-ขุนน้ำนางนอน, wörtlich etwa: Große Höhle – Gebirgsbach der schlafenden Frau) ist ein Waldschutzgebiet im Norden von Thailand.

## Geschichte
Der Tham Luang – Khun Nam Nang Non wurde am 1. Oktober 1986 offiziell zu einem Schutzgebiet Thailands erklärt.

### Höhlenunglück 2018
In der (sich im Waldpark befindenden, nach innen ansteigenden) etwa 10 km langen Höhle Tham Luang wurden am 23. Juni 2018 eine zwölfköpfige Gruppe junger Fußballer im Alter zwischen 11 und 16 Jahren und der sie begleitende 25-jährige Trainer nach Starkregen durch Anstieg des Wasserstands eingeschlossen. Nach neun Tagen, am Montag, 2. Juli 2018 wurden sie entdeckt und konnten versorgt werden. Am 5. Juli starb ein thailändischer Taucher. Am 8., 9. und 10. Juli 2018 wurden alle Jungen und der Trainer aus der Höhle evakuiert.

## Geographie
Der Tham Luang – Khun Nam Nang Non erstreckt sich im Kalksteinmassiv Doi Nang Non im Landkreis Amphoe Mae Sai in der Provinz Chiang Rai. Er ist ein Teil des Pha Doi Nang Non National Reserve Forest.
Der Waldpark umfasst eine Gesamtfläche von 5000 Rai, das sind 8 km². Der Waldpark liegt in einer durchschnittlichen Höhe von 779 m und besteht aus einer Reihe größerer Hügel.

## Flora und Fauna
In dem Waldkomplex, der ein tropischer Mischwald ist, lebt eine Reihe von wilden Tierarten, unter anderem auch Leoparden.